# Taejeon-dong
Taejeon-dong (koreanska: 태전동) är en stadsdel i staden Daegu i den centrala delen av Sydkorea, 230 km sydost om huvudstaden Seoul. Den ligger i stadsdistriktet Buk-gu.

## Indelning
Administrativt är Taejeon-dong indelat i:
| Namn    | Namn               | Yta km² | Invånare 31 dec 2020 |
| ------- | ------------------ | ------- | -------------------- |
| 태전1동 | Taejeon 1(il)-dong | 2,70    | 22 542               |
| 태전2동 | Taejeon 2(i)-dong  | 1,71    | 25 205               |